# (500383) 2012 TR69
(500383) 2012 TR69 es un asteroide perteneciente al cinturón de asteroides, descubierto el 20 de octubre de 1995 por el equipo del Spacewatch desde el Observatorio Nacional de Kitt Peak, Arizona, Estados Unidos.

## Designación y nombre
Designado provisionalmente como 2012 TR69.

## Características orbitales
2012 TR69 está situado a una distancia media del Sol de 3,139 ua, pudiendo alejarse hasta 3,845 ua y acercarse hasta 2,434 ua. Su excentricidad es 0,224 y la inclinación orbital 10,92 grados. Emplea 2032,28 días en completar una órbita alrededor del Sol.
Los próximos acercamientos a la órbita de Júpiter se producirán el 13 de enero de 2077, el 19 de julio de 2087 y el 26 de noviembre de 2097, entre otros.

## Características físicas
La magnitud absoluta de 2012 TR69 es 16,3.